# Milena Talaváňová

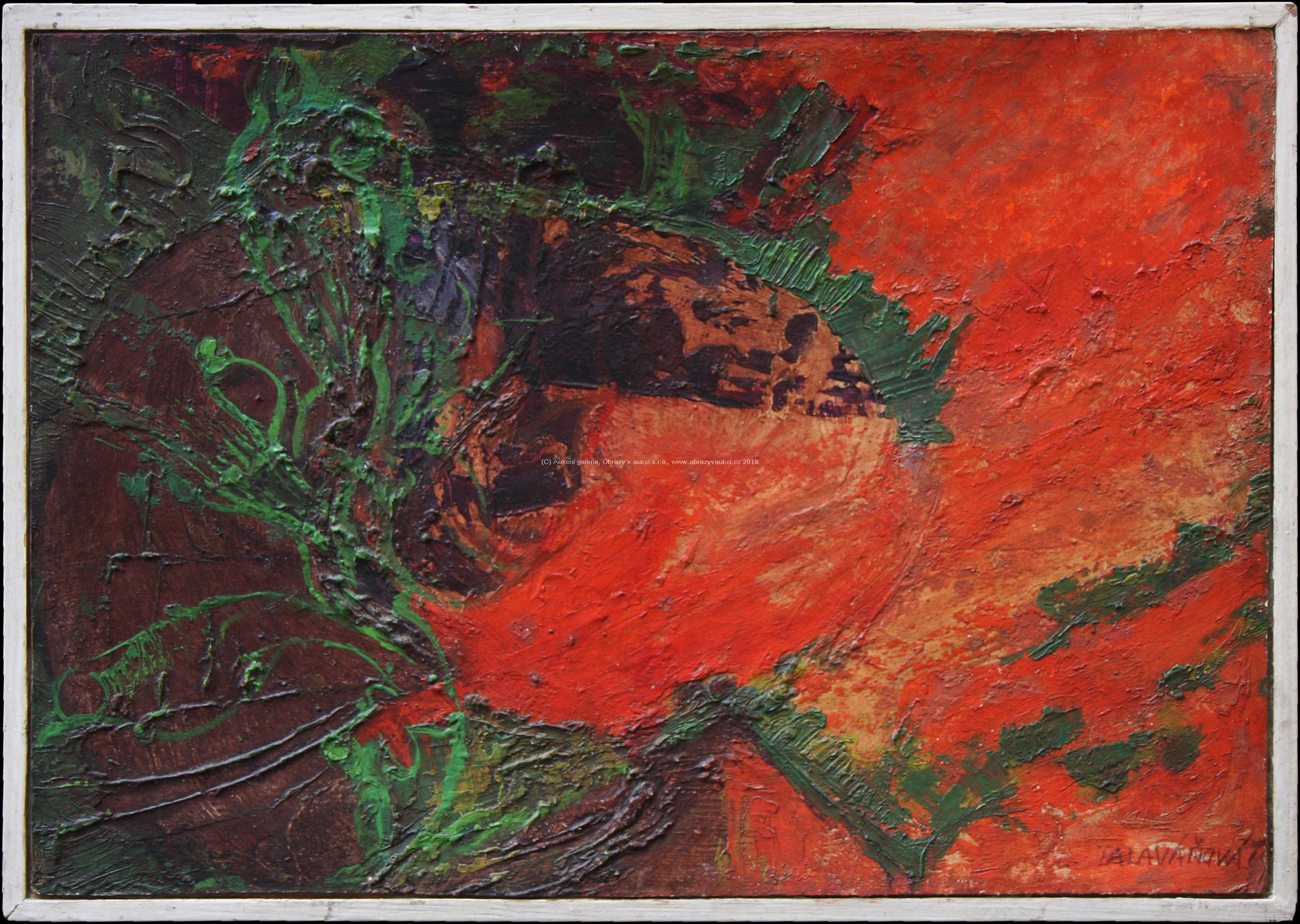
Procházka zahradou

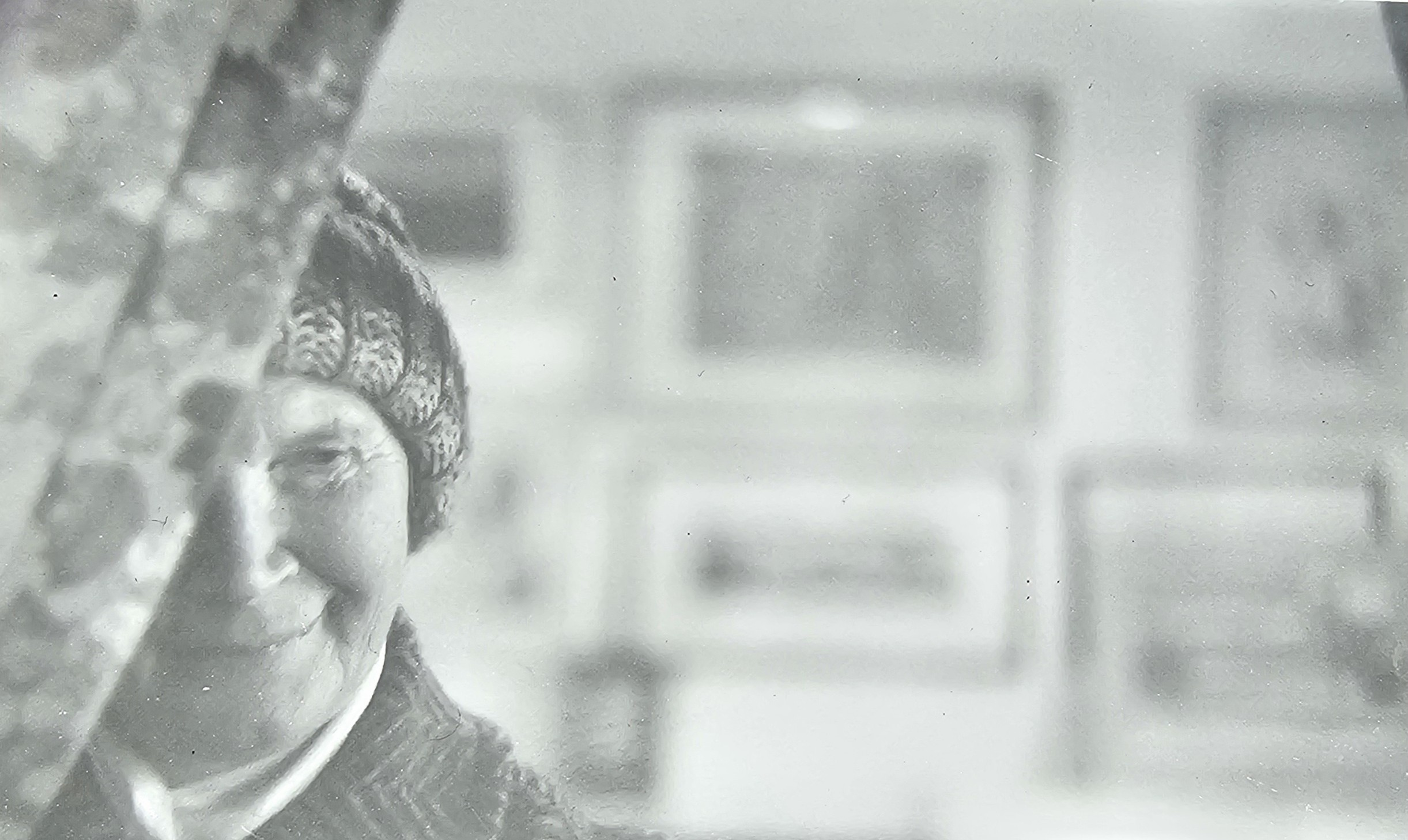
Milena Pilná ve svém ateliéru na faře v Krabčicích

Milena Talaváňová Pilná (15. června 1923, Červený Hrádek u Jindřichova Hradce – 14. května 2022 Krabčice) byla česká malířka, grafička a textilní výtvarnice. Ve své tvorbě se zaměřovala především na krajinomalbu, grafiku a textilní kompozice. Její díla jsou charakteristická lyrickým realismem, citlivým vztahem k přírodě a regionálními motivy.   

## Život a tvorba
Narodila se v roce 1923 na Vysočině.  Absolvovala Uměleckoprůmyslovou školu v Praze v letech 1940 až 1947 u profesorů Kysely, Nováka a Kaplického. V grafice používala techniky leptu a suché jehly, v malbě se věnovala krajinám a figurálním kompozicím. Textilní tvorba zahrnovala dekorativní techniky jako aplikace a batika. Její výraznou inspirací bylo České středohoří, jeho kopce a příroda, ale často se také vracela do jižních Čech. Žila v Teplicích, ve Velkém Březně, Mostě a Krabčicích. Její obrazy jsou signované jako Milena Talaváňová, Milena Talaváňová Pilná, v pozdějších letech se zcela vrátila k dívčímu příjmení Pilná.

## Výstavy
Účastnila se řady kolektivních výstav, zejména v Severočeské galerii výtvarného umění v Litoměřicích. Mezi významné výstavy patří:
- Krajina míru a tvořivé práce
- Krajina severních Čech v obrazech českých malířů 20. století
- II. Salon českých, moravských, slezských malířů a sochařů
- Výtvarní umělci Mostecka
- 50 let českého výtvarného umění severních Čech

## Styl a hodnocení
Její styl bývá označován jako lyrický realismus, s důrazem na klidnou atmosféru, harmonii a introspektivní náladu.
| „                                        | Její grafiky mají v sobě zvláštní ticho – jako by člověk stál u řeky a poslouchal její proud. | “ |
| — kurátorka výstavy v Litoměřicích, 1984 |                                                                                               |   |

| „                                                | Talaváňová Pilná dokáže v krajině najít nejen estetiku, ale i paměť místa. | “ |
| — recenze výstavy „Krajina míru a tvořivé práce“ |                                                                            |   |

## Aukční záznamy
Díla Mileny Talaváňové Pilné se objevují v aukcích českého výtvarného umění:
- Střekov v podzimu – aukční záznam vedený na Artplus.cz
- Záznamy v databázi 1. Art Consulting